# Uroleucon chrysopsidicola
Uroleucon chrysopsidicola är en insektsart som först beskrevs av Olive 1963.  Uroleucon chrysopsidicola ingår i släktet Uroleucon och familjen långrörsbladlöss. Inga underarter finns listade i Catalogue of Life.